# Refinería (estación)
Refinería es una de las estaciones que forman parte del Metro de la Ciudad de México, perteneciente a la Línea 7. Se ubica al poniente de la Ciudad de México, en el límite de las alcaldías Azcapotzalco y Miguel Hidalgo.

## Información general
El icono de la estación representa tres contenedores de petróleo y gasolina regular de la ex-refinería de Azcapotzalco de Pemex, que se encontraba a un costado de la estación, ahora convertida en el Parque Bicentenario.

## Afluencia
La afluencia en el 2014 fue como sigue:
- Total: 3,069,115 pasajeros.
- Promedio diario: 8,409 pasajeros.

La siguiente tabla muestra la afluencia de la estación en los últimos 10 años:
| Afluencia Anual de Pasajeros | Afluencia Anual de Pasajeros | Afluencia Anual de Pasajeros | Afluencia Anual de Pasajeros | Afluencia Anual de Pasajeros | Afluencia Anual de Pasajeros |
| ---------------------------- | ---------------------------- | ---------------------------- | ---------------------------- | ---------------------------- | ---------------------------- |
| Año                          | Afluencia                    | A Diario                     | Ranking                      | Incremento                   | Ref.                         |
| 2023                         | 4,601,169                    | 12,605                       | 102°/195                     | +13.63%                      | [ 3 ]                        |
| 2022                         | 4,049,394                    | 11,094                       | 107°/175                     | +83.56%                      | [ 4 ]                        |
| 2021                         | 2,206,048                    | 6,043                        | 133°/195                     | +16.38%                      | [ 5 ]                        |
| 2020                         | 1,895,490                    | 5,178                        | 155°/195                     | -52.38%                      | [ 6 ]                        |
| 2019                         | 3,980,593                    | 10,905                       | 149°/195                     | +0.91%                       | [ 7 ]                        |
| 2018                         | 3,944,874                    | 10,807                       | 148°/195                     | +6.08%                       | [ 8 ]                        |
| 2017                         | 3,718,657                    | 10,188                       | 148°/195                     | -3.19%                       | [ 9 ]                        |
| 2016                         | 3,841,233                    | 10,495                       | 146°/195                     | +11.64%                      | [ 10 ]                       |
| 2015                         | 3,440,654                    | 9,426                        | 141°/195                     | -2.41%                       | [ 11 ]                       |
| 2014                         | 3,525,684                    | 9,659                        | 141°/195                     | -1.49%                       | [ 12 ]                       |

## Conectividad

### Salidas
- Oriente: Avenida Ferrocarriles Nacionales entre Av. Aquiles Serdán  y Avenida 5 de Mayo, colonia Ángel Zimbrón.
- Poniente: Avenida Ferrocarriles Nacionales y Avenida 5 de Mayo, colonia Refinería 18 de Marzo.

En la práctica, la estación cuenta con una sola salida de tamaño grande que se encuentra entre la avenida Radial Aquiles Serdán y la avenida Ferrocarriles Nacionales que colinda al andén que va en dirección al Rosario, puesto que la dirección Barranca del muerto no cuenta con una salida debido a que anteriormente se encontraban los terrenos de la refinería 18 de marzo y al momento de construirse la estación no se tenía disponible el terreno para generar un acceso poniente a la misma,situación que generó está particularidad única en la red del metro de la Ciudad de México.

### Conexiones
Existen conexiones con las estaciones y paradas de diversos sistemas de transporte:
- Algunas rutas de la Red de Transporte de Pasajeros.

- COTANSAPI (Corredor Toreo Alameda Naranja) Metro Cuitláhuac - La Naranja/San Pedro Xalpa/Echegaray Y La Naranja - Metro Refinería/Metro Tacuba

- Ruta 17 Metro Tacuba - Tlalnepantla centro Arcos Por Aquiles Serdán y Parque Vía

- Ruta 23 Metro Tacuba - Unidad Habitacional El Rosario por Aquiles Serdán y Parque Vía, Unidad Habitacional El Rosario - Parque México, Metro Tacuba - La Providencia/Hospital de PEMEX y Unidad Habitacional El Rosario 1 - Metro Popotla por Clavería Y RCA

- Ruta 89 Metro Popotla/Metro Tacuba - Bonfil Prados Tepalcapa/Lomas Lindas Atizapán/Higuera

- Ruta 99 Metro Tacuba - Izcalli del Valle/Tultitlán/Ciudad Labor

## Sitios de interés
- Parque Bicentenario.
- Plaza Comercial Walmart Refinería (Misma que tiene algunos locales más y un Restaurante de la Cadena Vips)
- Colonia Clavería